# CFC Changfu Centre
CFC Changfu Centre (深圳长富金茂大厦, Си-Эф-Си Чанфу-центр, также известен как Chang Fu Jin Mao Tower и Shenzhen World Finance Center) — сверхвысокий небоскрёб, расположенный в китайском городе Шэньчжэнь. Построен в 2015 году, на начало 2020 года являлся 11-м по высоте зданием города, 74-м по высоте зданием Китая, 88-м — Азии и 149-м — мира. 
304-метровая офисная башня в стиле модернизма имеет 68 наземных и 4 подземных этажа. Архитектором небоскрёба выступила компания Aube (Шэньчжэнь), владельцем является компания Yangfu Industry (Шэньчжэнь). Рядом с офисной башней расположены 19-этажный жилой корпус круглой формы высотой 75 метров и небольшая площадь со сквером.  